# TERF

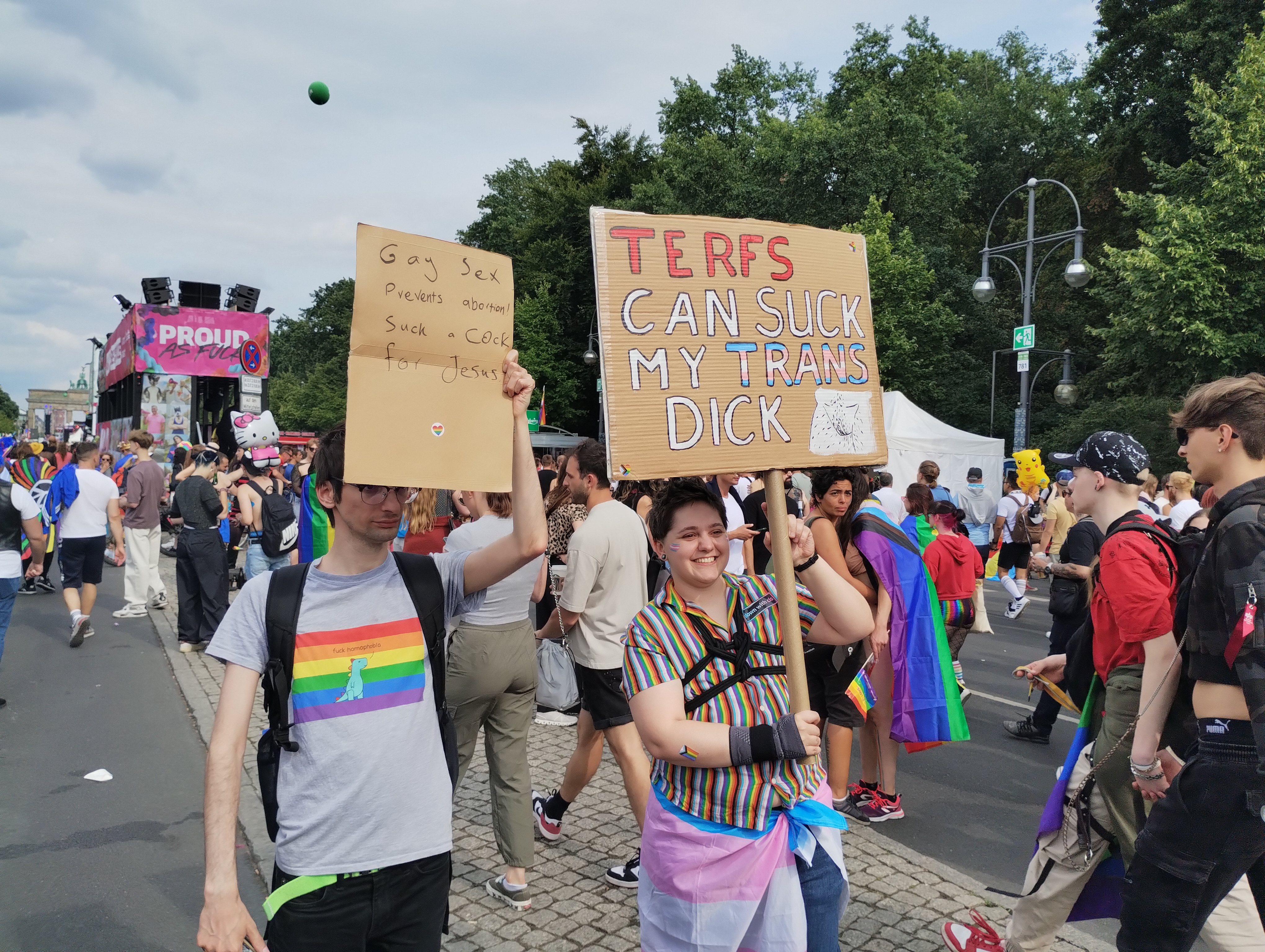
„TERFs Can Suck My Trans Dick“ (Deutsch: „Terfs können meinen Trans-Schwanz lutschen“), Plakat beim Christopher Street Day, Berlin 2023

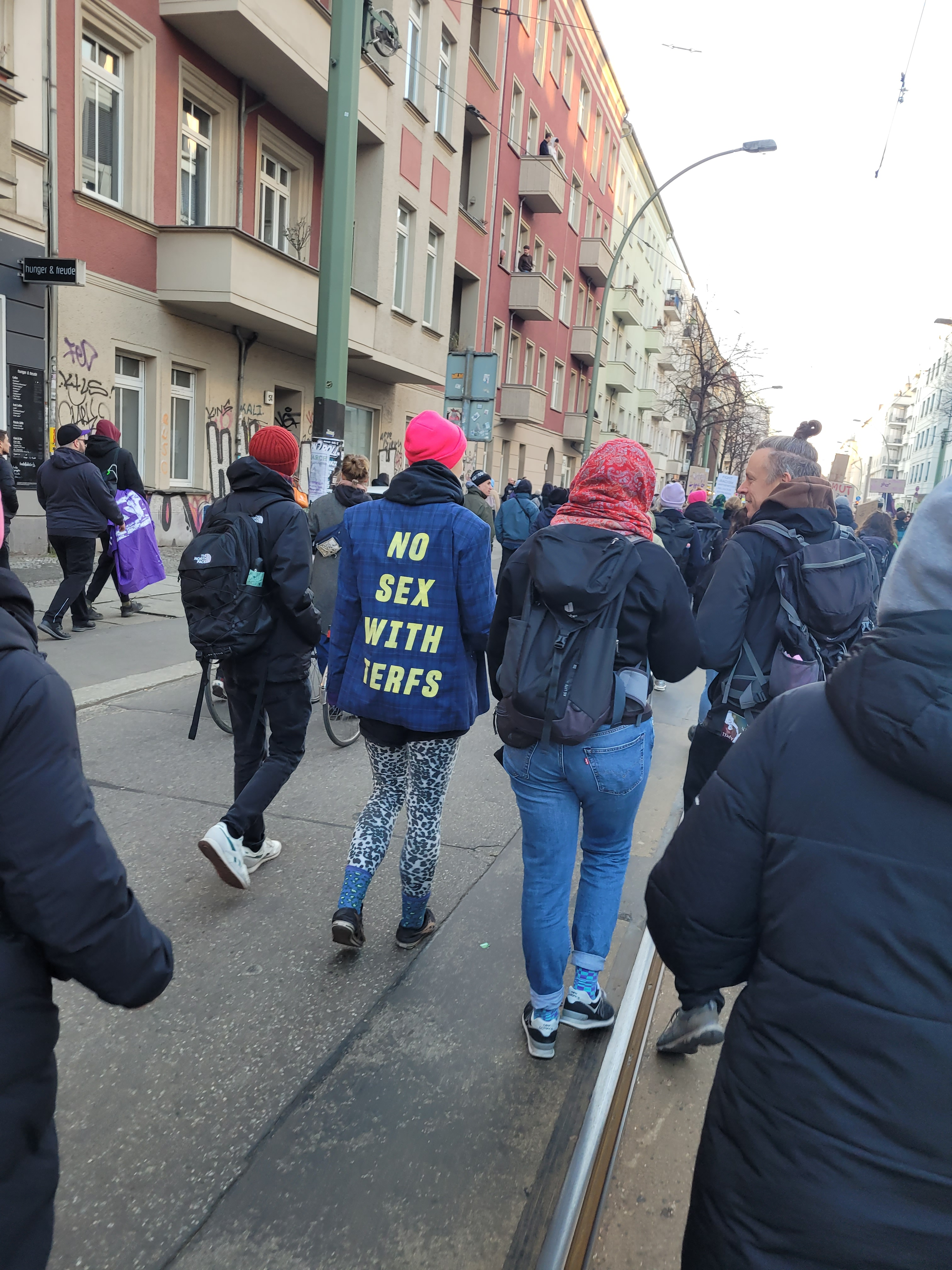
“No sex with Terfs”-Aufdruck auf der Jacke einer Demonstrantin am Internationalen Frauentag 2024 in Berlin

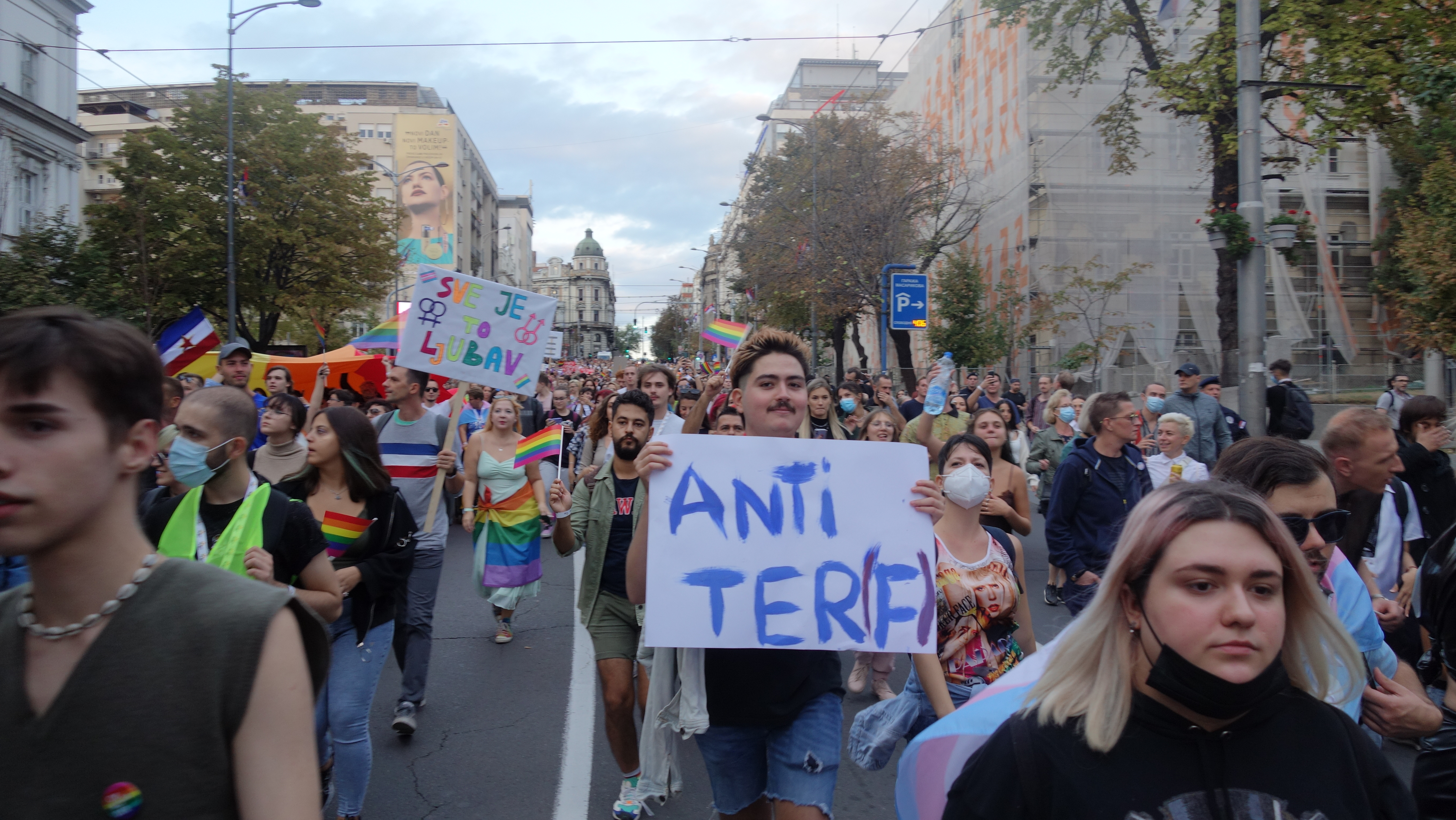
Mann mit Plakat „Anti TER(F)“ bei der Belgrade Pride 2021

TERF ist ein Akronym für englisch Trans-Exclusionary Radical Feminist („Trans-ausschließende(r) Radikalfeminist(in)“). Es soll ausdrücken, dass die damit bezeichnete Person transgender Personen, insbesondere trans Frauen, diskriminiere. Personen, die mit TERF bezeichnet werden, sehen dies meist als frauenfeindliche Beleidigung und als gegen sie gerichteten Kampfbegriff.

## Begriffsgeschichte
Die Abkürzung wurde 2008 zum ersten Mal im englischsprachigen Raum benutzt. Als Akronym wurde ihr Ursprung Ende der 2000er Jahre der feministischen Bloggerin Viv Smythe, als „absichtlich technisch neutrale Bezeichnung“, zugeschrieben, mit der sich cis-Radikalfeministinnen von trans-exklusiven Ansätzen abgrenzen wollten. Smythe selbst bestreitet allerdings, Urheberin des Begriffs zu sein. Smythe erklärt, der Begriff sei nicht beleidigend gemeint gewesen, und betont, dass sie mit vielen trans-inklusiven Radikalfeministinnen produktiv zusammengearbeitet habe. 2008 analysierte sie radikalfeministische Standpunkte und prägte mit TERF eine Bezeichnung für Gruppen, die trans Personen aus ihrem Feminismus ausschlossen. Radikalfeminismus konzentriert sich darauf, gesellschaftliche Ungleichheitsverhältnisse aus patriarchalen Strukturen zu analysieren. Ein Fokus liegt dabei beispielsweise in der Beseitigung bestehender Geschlechterrollen und damit verbundener Hierarchien.
Die Bezeichnung TERF wird häufig online und vor allem von trans-inklusiven Feministinnen verwendet. Von trans-exklusiven Aktivistinnen, die ihn als misogyne Beleidigung sehen, wird er abgelehnt. Die Bezeichnung wird inzwischen auch auf transfeindliche Personen und Gruppen angewandt, die sich nicht als radikalfeministisch verstehen, was auch unter trans-inklusiven Feministinnen zu Debatten über die Begriffsverwendung führte. Als die Verwendung von „TERF“ 2013 in sozialen Medien an Popularität gewann, begann die Anwältin und Aktivistin Elizabeth Hungerford die Bezeichnung „gender critical“ („genderkritisch“) zu popularisieren, die inzwischen zu einer verbreiteten Selbstbezeichnung der als TERFs Bezeichneten avanciert ist.
Analog zu TERF wurde für den Ausschluss von Sexarbeiterinnen der Begriff SWERF (für Sex Worker Exclusionary Radical Feminism, „Sexarbeiterinnen ausschließender Radikalfeminismus“) geprägt.
Im Bedeutungsinhalt von TERF ist nicht definiert, wann Feminismus als „radikal“ anzusehen ist oder ab welcher Intensität „Invalidierung“ oder „Diskriminierung“ vorliegen. Es gibt sowohl trans-inklusive Radikalfeministinnen als auch als TERF bezeichnete Feministinnen, die nicht dem Radikalfeminismus zuzuordnen sind. Teilweise wird die Bezeichnung auch für Personen verwendet, die sich nicht als Feministinnen sehen. Innerhalb des Radikalfeminismus bezogen mehrere prominente Stimmen wie Catharine MacKinnon gegen die von ihnen als essentialistisch kritisierte Ideologie von „TERFs“ Position. Manche Feministinnen, die nicht dem Radikalfeminismus zuzuordnen sind, werden dennoch als TERF bezeichnet. In der Boston Review äußerte sich der ehemalige Partner von Andrea Dworkin, John Stoltenberg, gegen die affirmative Bezugnahme auf Dworkin durch trans-exklusive Radikalfeministinnen und betonte, dass Dworkin sich gegen biologischen Essenzialismus und für trans Menschen eingesetzt habe.
Weitere Verbreitung fand der Begriff in Diskussionen um prominente Persönlichkeiten. Alice Schwarzer und die von ihr herausgegebene Zeitschrift Emma sah sich solchen Vorwürfen nach einem Aufsatz im Dezember 2019 konfrontiert. Im internationalen Bereich wurde der Begriff durch die Verwendung für Joanne K. Rowling einem breiten Publikum bekannt, nachdem diese ihn in sozialen Medien zu dem Themengebiet geäußert hatte.

## Debatte um „TERF“ als Beleidigung
Die Philosophin Talia Mae Bettcher konstatiert, dass die Bezeichnung „TERF“ unabhängig davon, ob sie eine Beleidigung sei oder nicht, den Austausch über tiefe Differenzen hinweg erschwere.

### TERF sei eine Beleidigung
Viele der als TERF Bezeichneten sehen in der Bezeichnung eine misogyne Beleidigung. In Reaktion auf einen Artikel in der Zeitschrift Philosophy and Phenomenological Research äußerten sieben britische und australische Philosophinnen, dass „TERF im schlimmsten Fall eine Beleidigung (‚slur‘) und bestenfalls abwertend“ sei, um Lesben, die „das dominante Narrativ zu Trans-Fragen nicht teilen“, zu verunglimpfen und abzutun.
Die Philosophin Judith Suissa und die Soziologin Alice Sullivan stellen in einem gemeinsamen Artikel die Bezeichnung TERF in eine Reihe mit historischen Versuchen, Frauen abzuwerten und zum Verstummen zu bringen. Die Bezeichnung werde im Englischen als Ersatz für Schimpfwörter wie witch, bitch oder cunt verwendet.
Auch die österreichische Politikerin Faika El-Nagashi (Grüne) bezeichnet TERF als „ein Schimpfwort, eine Attacke“.
Laut der Frauenrechtlerin Inge Bell hat sich der Begriff TERF seit 2020 von einer deskriptiven Beschreibung zu einem Schimpfwort gewandelt. Seine Funktion bestehe nun darin, Frauenrechtlerinnen aus dem öffentlichen Diskurs auszuschließen. Bell klagte vor dem Landgericht München I gegen die baden-württembergische Grünen-Politikerin und Transfrau Maike Pfuderer, die Bell öffentlich als TERF bezeichnet hatte. Da Pfuderer nicht zur Verhandlung erschien, fällte das Gericht ein Versäumnisurteil, das Pfuderer unter Androhung von 250.000 Euro Ordnungsgeld oder Ordnungshaft untersagt, Bell weiterhin als TERF zu beleidigen oder weiter zu behaupten, Bell würde mit Rechtspopulisten auftreten.
Die britische Medienaufsichtsbehörde OfCom ordnet das Kürzel TERF in ihrem 2021 erschienenen Handbuch zu „beleidigender Sprache“ (offensive language) als milde Form beleidigender Sprache ein, die in den meisten Fällen nicht besorgniserregend ist, und weist zudem darauf hin, dass von den Teilnehmern einer von Ipsos MORI durchgeführten Untersuchung zu diesem Thema nur weniger als 40 % diesen Begriff kannten.

### TERF sei keine Beleidigung
Im Artikel „The Instability of Slurs“ („Die Instabilität von Beleidigungen“) entwickeln die Linguisten Christopher Davis und Elin McCready ein Konzept, nach welchem sie anhand von drei Bedingungen bewerten, ob sie einen Begriff als Beleidigung ansehen. Gemäß diesem Konzept erfülle der Begriff TERF die erste Bedingung, da die Bezeichnung zur Herabsetzung einer bestimmten Gruppe verwendet werde. Diese Gruppe werde aber aufgrund ihrer frei gewählten Ideologie herabgesetzt, nicht wegen einer intrinsischen Eigenschaft wie Rasse, Geschlecht oder Sexualität, weshalb die dritte Bedingung nicht erfüllt sei. Ob die Herabsetzung dieser Gruppe dazu diene, sie innerhalb einer Struktur von Machtbeziehungen unterzuordnen, werde aber von trans Menschen und derjenigen, die sie als TERF bezeichnen, unterschiedlich bewertet. Deshalb hänge es vom jeweiligen Standpunkt ab, ob die zweite Bedingung erfüllt sei oder nicht. Die Autoren weisen darauf hin, dass ein Großteil der Debatte über die Frage, was als Beleidigung gilt, diese Art von Instabilität in Bezug auf die Art der Unterordnung einschließe. Die Frage, ob ein bestimmter Begriff als Beleidigung betrachtet werden könne oder nicht, sei deshalb sehr schwer schlüssig zu beantworten, insbesondere vor dem Hintergrund der Tatsache, dass der intersektionale Feminismus mehrere Unterordnungsstrukturen aufzeige. Die Autoren vermuteten, dass diese Instabilität ein Grund für die Hartnäckigkeit der Debatten um diese Themen sein könnte.
In ihrer Einführung zu TERF wars. Feminism and the fight for transgender futures schreiben die Herausgeber, der Begriff TERF (wie auch „cis“) werde sicherlich häufig in wütenden Online-Kommentaren sowohl von cis als auch von trans Feministinnen verwendet, entweder als Anschuldigung (z. B. „Du bist eine TERF“) oder als Beleidigung (z. B. „Fuck off TERF“). Doch sei es dabei wichtig, die Machtdynamik, die hier im Spiel sei, zu verstehen und zu berücksichtigen. In solchen Fällen versuchten Mitglieder einer marginalisierten Gruppe und ihre Verbündeten, eine schädliche Ideologie zu identifizieren und ihre Wut oder Frustration über diese Ideologie auszudrücken, die in erster Linie von und im Interesse derjenigen gefördert werde, die als cis Männer und Frauen systemisch privilegiert seien. Auch wenn das nicht uneingeschränkt als hilfreich zu beurteilen sei, lasse sich daraus nicht schließen, dass es sich um eine Verwendung als Pejorativum („slur“) handle. Trans Gemeinschaften und ihre Verbündeten seien auch geteilter Meinung darüber, wann und wie Anti-TERF-Sprache zu weit gehen könnte; insbesondere hätten transfeministische Autorinnen Interventionen kritisiert, die übermäßig gewalttätige Bilder verwenden, vor allem, wenn diese hauptsächlich von männlichen und/oder cis Personen propagiert würden.
Laut der Trans-Historikerin Cristan Williams hat der Ausdruck „wenig schmeichelhafte Beiklänge“, genau wie die Ausdrücke „Scheinheiliger“, Frauenfeind oder „Rassist“, die auch von so Bezeichneten abgelehnt würden, obwohl sie notwendig sein könnten, um bestimmte Einstellungen, Vorurteile, Verhaltens- und Ausdrucksweisen sowie die daraus entstehenden Unterdrückungsstrukturen zu benennen.
Die Philosophin Judith Butler sagte in einem Interview, ihr sei nicht bekannt, dass TERF als Beleidigung verwendet werde. Sie frage sich, wie man denn selbsternannte Feministinnen nennen solle, die trans Frauen aus Frauenräumen ausschließen wollen. Wenn sie die Ausgrenzung befürworten, warum solle man sie dann nicht als ausgrenzend bezeichnen? Wenn sie sich selbst als Teil jener Strömung des radikalen Feminismus verstünden, die sich gegen eine Geschlechtsumwandlung ausspreche, warum solle man sie dann nicht als radikale Feministinnen bezeichnen?